# Cvetne ptice
Cvetne ptice ili cvećarke (lat. Dicaeidae) su porodica ptica pevačica. Sastoji se od dva roda, Prionochilus i Dicaeum, koje čine ukupno 44 vrste. Ova porodica se ponekad svrstava u veću porodicu medosasa. Pripadnici porodica Melanocharitidae i Paramythiidae su se nekada takođe svrstavale u ovu porodicu. Nastanjuju područja tropske južne Azije i Australazije, od Indije, preko Filipina do Australije. Cvetne ptice nastanjuju razna staništa, od primorskih do planinskih. Neke vrste, poput australijske Dicaeum hirundinaceum, su izrazite selice.

## Opis
Nema mnogo razlike među cvetnim pticama. One su zdepaste, sa kratkim vratom i nogama. Male su, dugačke od 10 do 18 cm i teške od 5,7 do 12 grama. Imaju kratak rep, kratak, debeo i zakrivljen kljun i cevčast jezik. Ova poslednja osobina ukazuje na važnost nektara u njihovoj ishrani. Takođe, imaju sistem za varenje prilagođen efikasnoj probavi bobica imele. Cvetne ptice su obično tamnih boja, ali kod nekoliko vrsta mužjaci imaju upadljivo crveno ili blještavo crno perje.

## Razmnožavanje
Nektar čini jedan deo ishrane, ali jedu i bobice, pauke i male kukce. 21 vrsta imele iz 12 različitih rodova takođe čini njihovu ishranu, a smatra se da su se sve vrste prilagodile da vare ove bobice i da ih brzo izbace. Cvetne ptice se ponekada hrane u izmešanim jatima uz neke druge vrste ptica.
Razmnožavanje cvetnih ptica je slabo istraženo. Kod vrsta za koje su podaci skupljeni, ptice formiraju monogamne parove, ali raspored poslova kod roditelja se razlikuje; kod vrste Prionochilus thoracicus oba roditelja učestvuju u gradnji gnezda, inkubaciji i odgajanju ptića, ali kod vrste Dicaeum hirundinaceum ženka sama obavlja prva dva zadatka. Cvetne ptice nose 1-4 jaja, obično u gnezdu nalik torbi napravljenom od biljnih vlakana ,koje visi na malom drvetu ili grmu. Podaci o inkubaciji se retko dobiju, ali smatra se da traje od 10 do 12 dana.

## Očuvanje
Većina cvetnih ptica je otporna na uništavanje staništa i čovekove aktivnosti ih obično ne ugrožavaju. Pet vrsta se prema IUCN-u smatra gotovo ugroženim, dve su ranjive, a jedna je kritično ugrožena. Gubitak staništa je razlog smanjenja populacije kod ovih vrsta.